# Louise Rémy
Pour les articles homonymes, voir Rémy (homonymie).
Louise Rémy, née Marie Yvette Carmen Louise Tefner dite Miller le 16 octobre 1938 et morte subitement à Montréal le 3 juillet 2016 , est une comédienne québécoise.

## Biographie
Louise Rémy est la sœur de Monique Miller, toutes deux issues d’une famille ouvrière de cinq enfants dans le quartier Rosemont de Montréal. Leur père, Arthur-Pierre Tefner dit Miller, époux de Noëlla Villeneuve, était radio électricien,.

## Carrière
C’est à compter de 1950 que Louise Rémy entreprend de faire carrière comme comédienne à la télévision et au cinéma; elle fait notamment beaucoup de doublage en français,.

### Ses rôles au cinéma
- 1964 : Trouble-fête de Pierre Patry : Lise
- 1971 : Le Savoir-faire s'impose: 1re partie
- 1982 : La Quarantaine : Babette

### Ses rôles à la télévision
- 1955 - 1958 : Cap-aux-sorciers (série télévisée) : Fabienne Vigneau
- 1955 - 1958 : Beau temps, mauvais temps (série télévisée) : Dolores Langevin
- 1977 - 1981 : Passe-Partout (série télévisée) : Perline (voix)
- 1979 : Siocnarf (série TV fantastique) : Évelyna
- 1980 : Boogie-woogie 47 (série TV) : Gervaise Jobin
- 1986 - 1989 : Des dames de cœur (série TV) : Lucie Belleau
- 1989 - 1991 : Un signe de feu (série TV) : Lucie Belleau
- 1990 : Les Simpson (série TV) : Edna Krabappel
- 2001 : Si la tendance se maintient (série TV) : Louise Sirois

### Doublage
Elle fait plus de 60 doublages pour le cinéma et la télévision, dont la voix de Edna Krabapple dans la version québécoise des Simpson.